# Ruha Benjamin

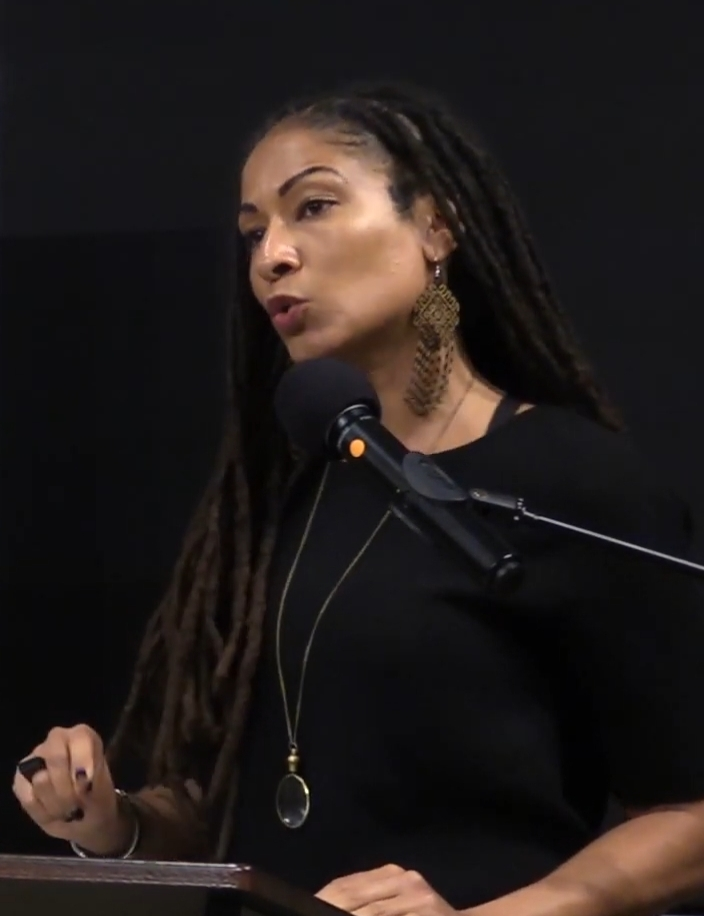
Ruha Benjamin (2019)

Ruha Benjamin (geb. in Wai, Maharashtra) ist eine Soziologin und Professorin am Institut für African American Studies der Princeton University.

## Leben
Benjamin wurde als Tochter einer persisch-indischen Mutter und eines afroamerikanischen Vaters in der indischen Stadt Wai im Bundesstaat Maharashtra geboren. Ihre Familie gehört der Religion der Bahá'í an. Als Benjamin drei Jahre alt war, zogen sie und ihre Eltern nach Los Angeles. Sie lebte und arbeitete an zahlreichen Orten, wie etwa South Central Los Angeles, Conway (South Carolina), Majuro (Südpazifik) und Eswatini. Sie selbst bezeichnet diese Orte als die „vielen Süden“ und bezieht sich damit auf die Marginalisierung der Perspektiven von Menschen aus südlicheren Ländern, die sie in ihren wissenschaftlichen Arbeiten thematisiert.

## Karriere
Ihren Bachelor in Soziologie und Anthropologie erwarb Benjamin im Jahr 2001 am Spelman College in Atlanta. Anschließend absolvierte sie ihr Masterstudium der Soziologie an der University of California in Berkeley, wo sie 2008 auch promoviert wurde. 2010 erhielt sie ein Postdoktorandenstipendium am Institut für Gesellschaft und Genetik an der University of California in Los Angeles, gefolgt von einem Fakultätsstipendium im Programm für Wissenschaft, Technologie und Gesellschaft der Harvard Kennedy School in den Jahren 2012 bis 2013. Sie war von 2016 bis 2017 Mitglied am Institute for Advanced Study der Universität Princeton.
Sie ist Gründerin des Ida B. Wells Just Data Lab und Fakultätsmitglied im Center for Information Technology Policy, im Program on History of Science, im Center for Health and Wellbeing, im Program in Gender and Sexuality Studies sowie in der soziologischen Fakultät. Sie ist außerdem Mitglied des Exekutivausschusses des Program in Global Health and Global Health Policy und des Center for Digital Humanities.

## Forschung
Benjamins Forschungsinteresse umfasst die sozialen Dimensionen von Wissenschaft, Technologie, Medizin, Rassentheorie, Ethnizität, Staatsbürgerschaft, Wissen und Macht. Neben zahlreichen Artikeln und Essays hat sie zwei Monografien verfasst: Das 2019 erschienene Race After Technology: Abolitionist Tools for the New Jim Code und das 2013 publizierte People’s Science: Bodies and Rights on the Stem Cell Frontier. Sie ist darüber hinaus Herausgeberin des 2019 veröffentlichten Sammelbands Captivating Technology: Race, Carceral Technoscience, and Liberatory Imagination in Everyday Life, das als grundlegende Arbeit für die Erforschung einer (de-)kolonialen Dimension von Wissenschaft und Technik gilt. Ihre Forschung gilt als führend im aufstrebenden Feld der Erforschung Soziotechnischer Systeme vor dem Hintergrund einer Critical Race Theory.

### People’s Science: Bodies and Rights on the Stem Cell Frontier (2013)
In ihrem ersten Buch analysiert Benjamin die soziopolitische Dimension der Stammzellenforschung, indem sie sich kritisch mit der Bürgerinitiative auseinandersetzt, die 2004 zur Einführung der Proposition 71 in Kalifornien führte, in der die Stammzellenforschung zu einem verfassungsmäßigen Recht wurde. Mithilfe einer Analyse von Ungleichheiten im Gesundheitssektor kritisiert Benjamin die kalifornische Initiative als populistisches Projekt, da derartige Förderschwerpunkte zum Nachteil derer gerieten, die ohnehin systematisch benachteiligt seien. Unter dem Schutz des Freien Marktes würden solche Personen als Probanden eingesetzt, die gesellschaftlich marginalisiert seien und sich die neuartigen Behandlungsmethoden und Medikamente oftmals gar nicht leisten könnten.

### Race After Technology: Abolitionist Tools for the New Jim Code (2019)
Benjamin beschreibt in Race After Technology, auf welche Arten moderne Technologien der Automatisierung – angewendet in Seifenspendern und Textverarbeitungsprogrammen bis hin zu Gesichtserkennungssoftware oder Algorithmen zur Vorhersage von Verbrechen – durch ihre Gestaltung und in der Anwendung bestehende diskriminierende Strukturen aufrechterhalten können. Im Zuge dessen entlarvt sie die landläufige Annahme, dass technologische Entwicklungen zwangsläufig gut für die Gesellschaft wären, als unzutreffend. Vielmehr sei keine Technologie frei von Vorurteilen und Schwächen, da sie immer von Menschen geschaffen würde und von menschlich erzeugten Daten lerne. Sie sei gerade deshalb besonders anfällig für Diskriminierung und Verstärkung von Ungleichheit, weil oftmals geglaubt werde, sie sei von Natur aus objektiv. Rassistische Vorurteile übertrügen sich so auf unsichtbare Weise auf die Technologien der Künstlichen Intelligenz, was Benjamin in Anlehnung an die Jim-Crow-Gesetze und das 2012 erschienene Buch The New Jim Crow von Michelle Alexander über systemischen Rassismus im Gefängnissystem der Vereinigten Staaten The New Jim Code nennt.

## Preise und Auszeichnungen
Ruha Benjamin erhielt Stipendien und Zuschüsse des American Council of Learned Societies, der National Science Foundation, der Ford Foundation, des California Institute for Regenerative Medicine und des Institute for Advanced Study. Im Jahr 2017 erhielt sie den President's Award for Distinguished Teaching in Princeton, 2024 eine MacArthur Fellowship.